# Micrurus tener
Micrurus tener (лат.) — вид ядовитых змей из семейства аспидов.
Micrurus tener распространён в Северной Америке от штатов Техас и Луизиана на юг до штатов Морелос и Гуанахуато. Длина их тела составляет до 1 м.
Имеют яркую окраску с характерными чёрными, бордовым цветными полосами, отделённых друг от друга узкими жёлтыми кольцами.
Питаются мелкими ящерицами, различными земноводными и крупными насекомыми.
Укусы этих крупных змей представляют реальную угрозу для жизни человека, без оказания помощи человек может погибнуть в течение 20—24 часов.

## Подвиды
Выделяют 5 подвидов:
- Micrurus tener fitzingeri (Jan, 1858)
- Micrurus tener maculatus Roze, 1967
- Micrurus tener microgalbineus Brown & Smith, 1942
- Micrurus tener tamaulipensis Lavin-Murcio & Dixon, 2004
- Micrurus tener tener Baird & Girard, 1853